# Gissur Teitsson
Gissur Teitsson, detto anche Gissur il Bianco (940 circa – 1000 circa), è stato un nobile islandese, Goði dello stato libero d'Islanda tra il X e l'XI secolo.
Ricoprì un ruolo vitale nella cristianizzazione della sua isola, divenendo poi padre di Ísleifur Gissurarson e nonno di Gissur Ísleifsson, rispettivamente primo e secondo vescovo di Skálholt.